# Le Roy (Minnesota)
Le Roy è una città degli Stati Uniti d'America, situata in Minnesota, nella contea di Mower.